# EssilorLuxottica
EssilorLuxottica este o companie multinațională integrată vertical franco-italiană cu sediul în Charenton-le-Pont lângă Paris și creată la 1 octombrie 2018 prin fuziunea dintre Essilor din Franța și Luxottica din Italia. Este unul dintre grupurile lider în proiectarea, fabricarea și comercializarea lentilelor de contact, a dispozitivelor optice, a ochelarilor prescripți și a ochelarilor de soare.
Grupul are o cifră de afaceri de 14 miliarde de euro și o valoare de piață de 33 de miliarde de euro. Compania este listată pe piața Euronext din Paris și face parte din indicele CAC 40, care include cele mai mari 40 de companii listate la Bursa de Valori din Paris, și din Euro Stoxx 50, care include cele mai mari 50 de companii din zona euro.